# دانوتا سیدزیکوونا
دانوتا هلنا سیدزیکوونا (nom de guerre: اینکا; نام زیرزمینی: دانوتا اوبخوویچ; ۳ سپتامبر ۱۹۲۸ – ۲۸ اوت ۱۹۴۶) کمک بهیار اهل لهستان در اسکادران چهارم تیپ ۵ ویلنو از ارتش میهنی بود. در سال ۱۹۴۶ او در اسکادران اول این تیپ در منطقه پومرانی لهستان خدمت می‌کرد. او به عنوان یک قهرمان ملی شناخته می‌شود و در سن ۱۷ سالگی توسط مقامات کمونیستی دستگیر و تحت شکنجه قرار گرفت و به اعدام محکوم شد.

## اوایل زندگی
سیدزیکوونا در تاریخ ۳ سپتامبر ۱۹۲۸ در گوشچوینا، نزدیک ناروکا، بیلسک پودلاسکی متولد شد. پدرش، واچلاو سیدزیک، یک جنگل‌دار بود که به دلیل مشارکت در سازمان‌های مستقل‌طلب لهستانی توسط امپراتوری روسیه به سیبری تبعید شد. او در سال ۱۹۲۳ به لهستان بازگشت. در سال ۱۹۴۰ توسط کمیساریای خلق در امور داخلی دستگیر شد و دوباره به روسیه تبعید شد.
در سال ۱۹۴۱، پدرش واچلاو سیدزیک به ووادیسواف آندرس پیوست و در نیروهای مسلح لهستان در غرب خدمت کرد (او در سال ۱۹۴۳ در تهران درگذشت). مادرش، یوجینیا زادنام تایمیسکا، عضو ارتش میهنی بود و توسط گشتاپو در سپتامبر ۱۹۴۳ کشته شد. او نوه کارل ریپتسکی، سرهنگ دوم روسی بود که جسدش در سال ۲۰۱۷ در اردهان کشف شد، به این معنا که دانوتا نوه‌اش است.
پسر خواهر واچلاو، پاول هور، فارغ‌التحصیل آکادمی نیروی هوایی لهستان در دنبین و در نبرد بریتانیا شرکت کرد. سیدزیکوونا با خواهرانش ویسلاوا (۱۷٫۰۳٫۱۹۲۷–۲۹٫۰۶٫۲۰۰۴) و ایرنا لاسکا (۱۹ مارس ۱۹۳۱–۲ مه ۱۹۷۸) در کلبه جنگل‌داری نزدیک گوشچوینا بزرگ شد. پس از تبعید پدرشان، آنها به نارِوکا منتقل شدند. دختران در دبیرستان ناروکا تا سال ۱۹۳۹ تحصیل کردند. در دوران جنگ جهانی دوم، تا سال ۱۹۴۳ سه خواهر در مدرسه خواهران سَیلیژن در روژانستوک نزدیک دامبرووا بیالوستوک تحصیل کردند.

## جنگ جهانی دوم و پس از آن

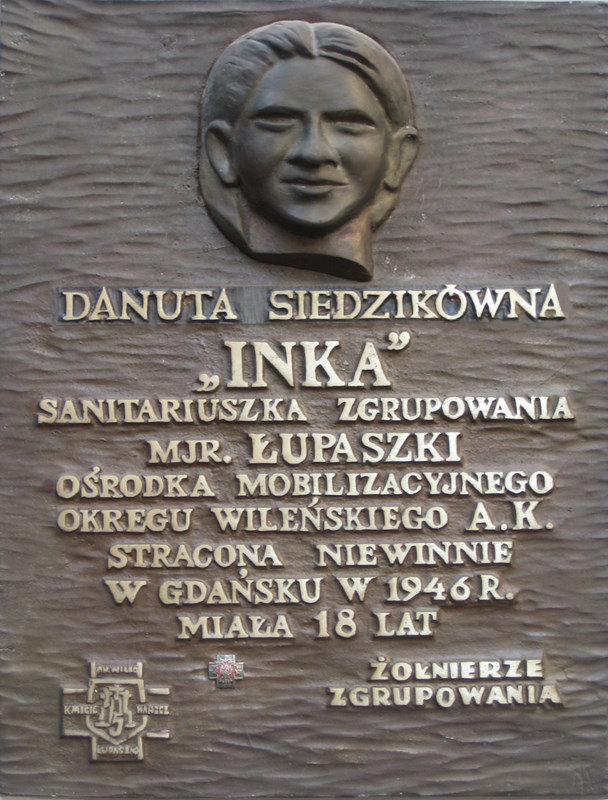
پلاک یادبود دانوتا سیدزیکوینا در باسیلیکای گدانسک

پس از اینکه مادرشان توسط گشتاپو در بیاویستوک کشته شد، دانوتا همراه با خواهرش ویسلاوا به ارتش میهنی پیوستند در اواخر ۱۹۴۳ یا اوایل ۱۹۴۴. در چارچوب آموزش ارتش زیرزمینی، او مهارت‌های پزشکی کسب کرد. پس از اینکه مردم شوروی بیاویستوک را از نازیسم آلمان گرفتند، او به عنوان یک منشی در خاینووکا در اداره جنگل مشغول به کار شد.

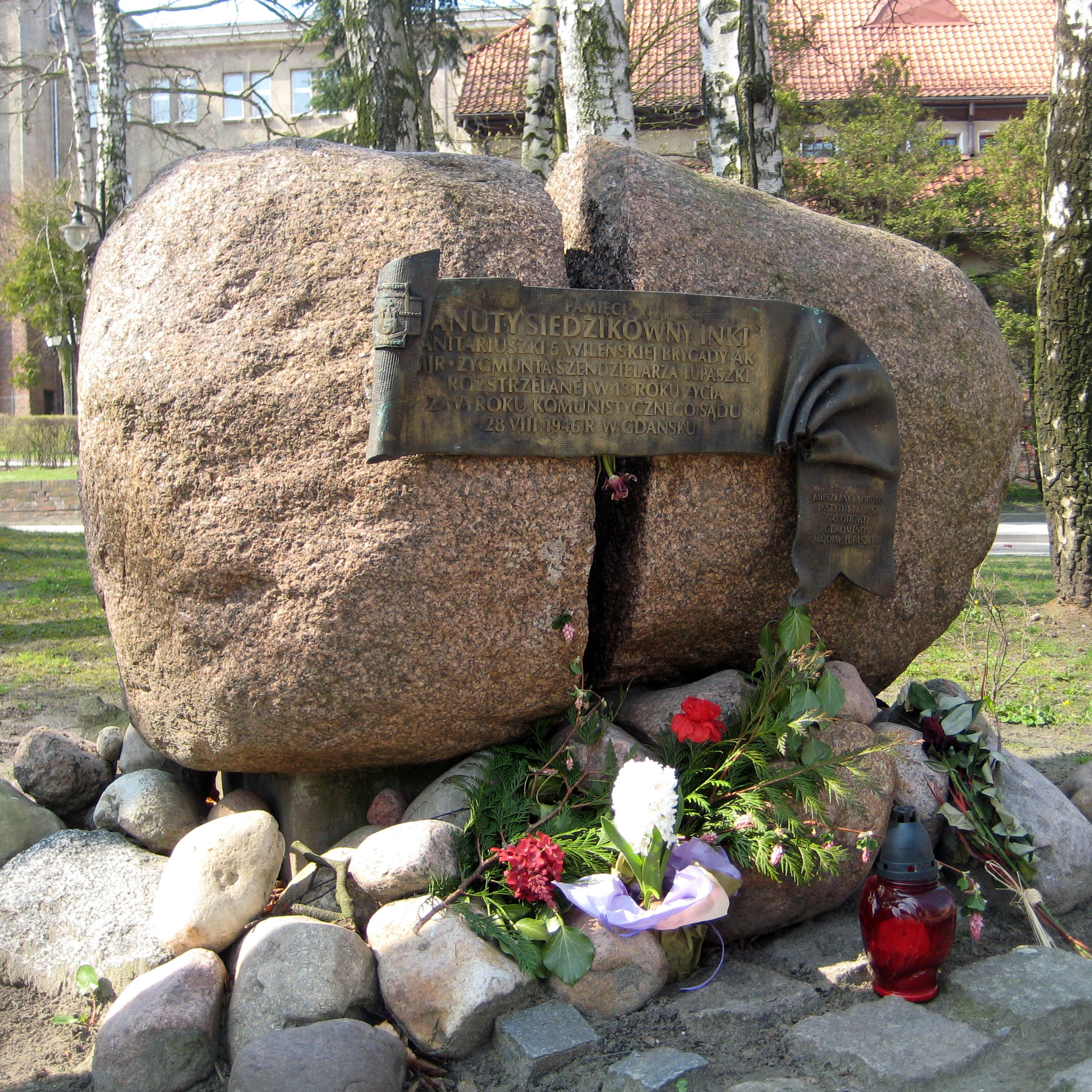
سنگ یادبود دانوتا سیدزیکوونا در سوپوت

با دیگر کارکنان اداره جنگل، او در ژوئن ۱۹۴۵ توسط کمیساریای خلق در امور داخلی و سازمان‌های امنیتی کمونیستی به جرم همکاری با زیرزمین ضدکمونیستی آزادی و استقلال دستگیر شد. او توسط گشتی از گروه ویلنیوس از اعضای سابق پارتیزان‌های ارتش میهنی تحت فرمان استانیسواف وولونچی «کونوس»، که در منطقه فعالیت می‌کردند، از محاکمه آزاد شد. «کونوس» زندانیان آزاد شده را به کمپ «لوپاشکو» برد و برخی از آنها، از جمله دانوتا، به گروه او پیوستند. سپس، سیدزیکوونا به عنوان یک کمک پزشکی در گروه «کونوس» خدمت کرد و سپس در اسکادران ستوان یان مازور «پییست» و ستوان ماریان پلوچینسکی «مشیسلاو» خدمت کرد. برای مدت کوتاهی، فرمانده او نیز ستوان لئون بینار «نوینا»، معاون «لوپاشکو»، بود که بعدها به نام «پاول یاسی‌نیکا» معروف شد - تاریخ‌نگار و نویسنده معروف لهستانی. در این زمان، دانوتا نام مستعار «اینکا» را پذیرفت.
تیپ «لوپاشکو» در سپتامبر ۱۹۴۵ منحل شد و دانوتا به اداره جنگل در میلوملین در شهرستان اوسترودا بازگشت و با نام «دانوتا اوبخوویچ» به کار خود ادامه داد. اما این تیپ به دلیل سرکوب‌های کمونیستی در ژانویه ۱۹۴۶ دوباره سازماندهی شد. در اوایل بهار ۱۹۴۶ دانوتا با ستوان دوم زدزیسواف بادوچا «ژلازنی»، فرمانده یکی از اسکادران‌های «لوپاشکو» ارتباط برقرار کرد. پس از مرگ «ژلازنی»، فرمانده جدید، ستوان دوم اولگیرد کریستا «لشک»، از دانوتا خواست تا برای جمع‌آوری تجهیزات پزشکی به گدانسک سفر کند.
او دوباره در تاریخ ۲۰ ژوئیه ۱۹۴۶ توسط UB در گدانسک دستگیر شد. در حین زندان، او تحت شکنجه و ضرب و شتم قرار گرفت اما از افشای هرگونه اطلاعات در مورد ارتباطات خود با جنبش زیرزمینی ضدکمونیستی و نقاط ملاقات آن‌ها خودداری کرد. بازجویی‌های وحشیانه دانوتا تحت نظارت شخصی رئیس دایره تحقیقات اداره امنیت عمومی ویووودشیپ، (WUBP)، (پلیس مخفی لهستان) در گدانسک، یوزف بیک، به نام‌های مستعار یوزف گاورسکی و یوزف بوکار انجام می‌شد.
در سال ۱۹۶۸، بیک، به نام بوکار، به سوئد مهاجرت کرد و ادعای آزار و اذیت ضدیهودی کرد. کیفرخواست علیه بیک، به نام گاورسکی و بوکار، می‌خواند: «یوزف ب. متهم به مشارکت در قتل‌های مجاز شده توسط دادگاه علیه اعضای نیروهای دموکراتیک لهستان (Polskie Siły Demokratyczne) و ارتش مخفی لهستان (Polska Armia Tajna) است که در آن‌ها او با ضرب و شتم و شکنجه از آنها برای استخراج اعترافات استفاده می‌کرد».

## محاکمه و مرگ

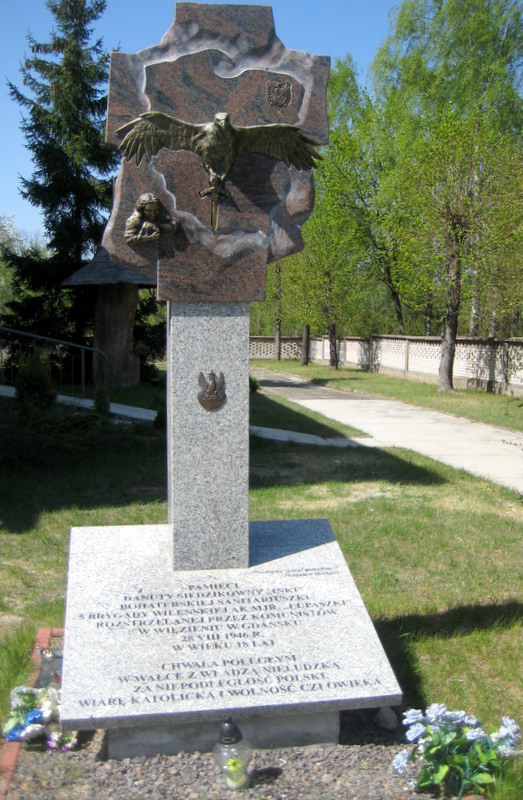
یادبود دانوتا سیدزیکوونا در نارِوکا

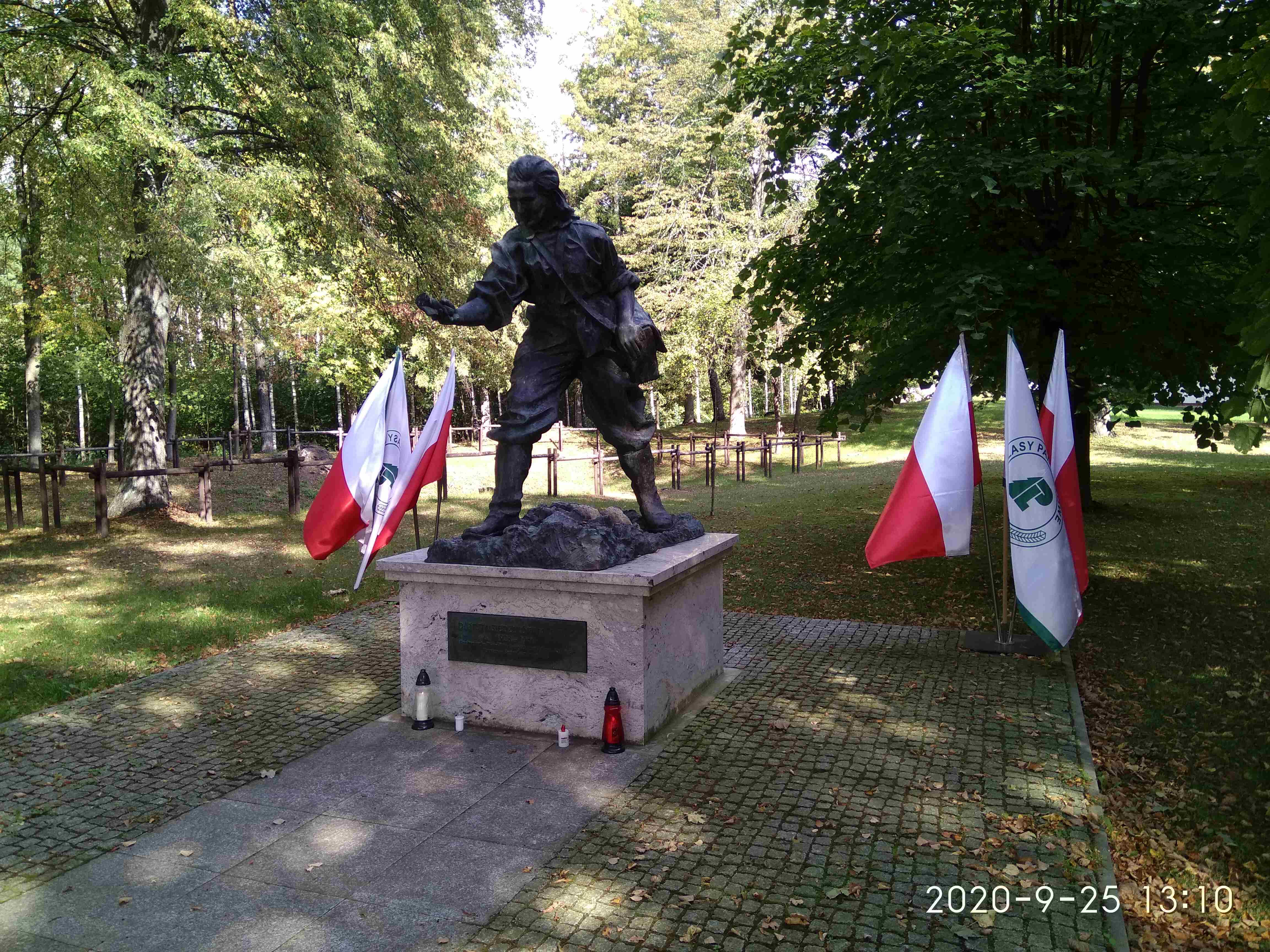
یادبود دانوتا سیدزیکوونا در زادگاهش، گوشچوینا، استان پودلاسکی، (عکس، گوشچوینا، ۲۵ سپتامبر ۲۰۲۰)

او به شرکت فعال و خشونت‌آمیز در حمله به مقامات وزارت امنیت عمومی (پلیس مخفی لهستان) و سازمان پلیس دولتی در نزدیکی روستای پودیاژی به عنوان بخشی از واحد ووپاشکو متهم شد، علیرغم اینکه او تنها یک پرستار بود. او متهم به تیراندازی به سوی پلیس‌ها و حتی صدور دستورها به دیگر چریک‌ها شد. با این حال، شهادت‌های اعضای MO و UB که در نبرد شرکت داشتند، در بهترین حالت متناقض بود، به طوری که برخی ادعا کردند او را در حال تیراندازی و دادن دستورها دیده‌اند، در حالی که دیگران این موضوع را کاملاً رد کردند. یکی از آنها به نام میچیسواف مازور شهادت داد که سیدزیکوونا پس از اینکه او توسط سایر چریک‌ها مجروح شد، به او کمک‌های اولیه ارائه داده است. او به کشتن پلیس‌های زخمی متهم شد که این اتهام در طول محاکمه او رد شد. دادگاه تصمیم گرفت که او نقش مستقیمی در حمله نداشته است.
با وجود این موضوع و سن سیدزیکوونا (۱۷ سال)، دادگاه هنوز او را به اعدام محکوم کرد. رئیس جمهوری خلق لهستان، بولسواف بیروت از اعطای عفو به او خودداری کرد (درخواستی که توسط وکیل تسخیری سیدزیکوونا ارائه شده بود که خود او آن را امضا نکرد). سیدزیکوونا (همراه با فلیکس سلمنوویچ، که نام جنگی‌اش «زگونکویک» بود) شش روز قبل از تولد ۱۸ سالگی‌اش، در تاریخ ۲۸ اوت ۱۹۴۶ در یک زندان گدانسک اعدام شد.
چند روز قبل از اعدام نامه‌ای مخفی از ایکا از زندان قاچاق شد، که در آن نوشته بود: «لطفاً به مادربزرگم بگویید که من درست عمل کرده‌ام.»
آخرین دقایق زندگی او از طریق شهادت پدر ماریان پروساک، کشیشی که برای اعطای آخرین تشریفات مذهبی به «ایکا» و «زگونکویک» احضار شده بود، شناخته شده است. طبق گفته پدر پروساک، هر دو زندانی قبل از اعدام آرام بودند. سیدزیکوونا پس از اعتراف به گناه از کشیش خواست که خانواده‌اش را از مرگ او آگاه کند و آدرسشان را به او داد. سپس هر دو در زیرزمین زندان اعدام شدند و به تیرهای چوبی بسته شدند. هر دو از دریافت پوشش چشم امتناع کردند. وقتی دادستان دستور داد که گروه اعدام شلیک کند، هر دو زندانی همزمان فریاد زدند (به زبان لهستانی) "زنده باد لهستان!" او همچنان زنده ماند و تیر خلاص توسط فرانسیزک ساویکی زده شد (دیگر اعضای گروه اعدام از انجام این کار امتناع کردند) پس از اینکه او فریاد زد "زنده باد ووپاشکو!"
پروتکل اجرای حکم او توسط افراد زیر امضا شد: سرگرد ویکتور سچاکی (دادستان)، ستوان دوم فرانچیشک ساویکی (رهبر جوخه اعدام)، کاپیتان میچیسواف روتکوفسکی (پزشک معالج) و یان ویوجیک (رئیس زندان). محل دفن او تا سال ۲۰۱۴ ناشناخته باقی مانده بود. بقایای او به دلیل برنامه‌ای سراسری که در سال ۲۰۰۳ توسط مؤسسه یادبود ملی راه‌اندازی شد، کشف شدند. بقایا در سال ۲۰۱۵ از طریق آزمایش ژنتیک به عنوان بقایای سیدزیچوونا تأیید شدند. در ۲۸ اوت ۲۰۱۶، مراسم تدفین دولتی با حضور رئیس‌جمهور آندژی دودا، در گدانسک در گورستان گاریسون برای سیدزیچوونا و یکی از همراهان او برگزار شد.

## رویدادهای بعدی

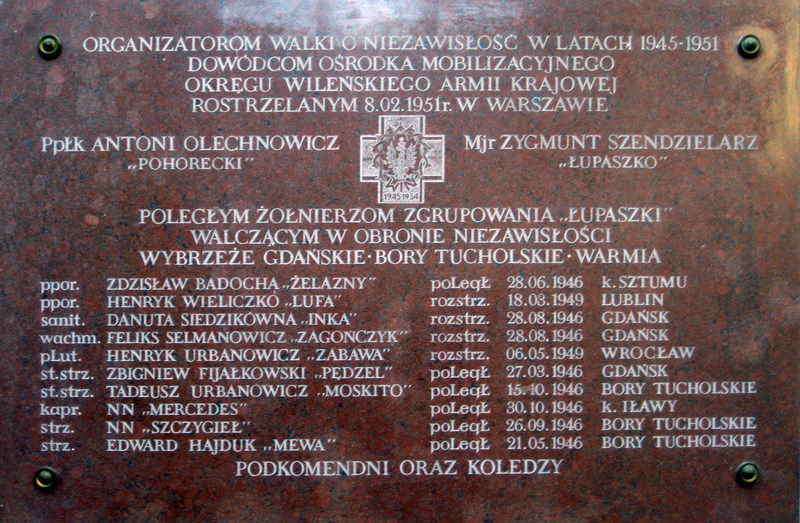
لوحه یادبود برای سربازان AK در کلیسای گدانسک

پدر پروساچ خبر مرگ سیدزیچوونا را به خانواده‌اش رساند، اگرچه آن‌ها از طریق منابع دیگر مطلع شده بودند. او نمی‌دانست که تحت نظارت سازمان‌های امنیتی کمونیستی قرار دارد و در سال ۱۹۴۹ به اتهام «جاسوسی» به خاطر اطلاع دادن به خانواده دانوتا در مورد مرگ او، محاکمه شد. به همین دلیل تنها به مدت سه و نیم سال در زندان بود.
پس از تاریخ لهستان (۱۹۴۵–۱۹۸۹), دادستان اصلی استالینی در محاکمه دانوتا که خواستار حکم اعدام بود، واسیوای کرژانوفسکی، دو بار به اتهام قتل قضائی محاکمه شد (در سال‌های ۱۹۹۳ و ۲۰۰۱). با این حال، در هر دو بار او بی‌گناه اعلام شد. (کرژانوفسکی ادعا کرد که تنها درگیر جزئی این پرونده بوده است)

## جوایز و افتخارات

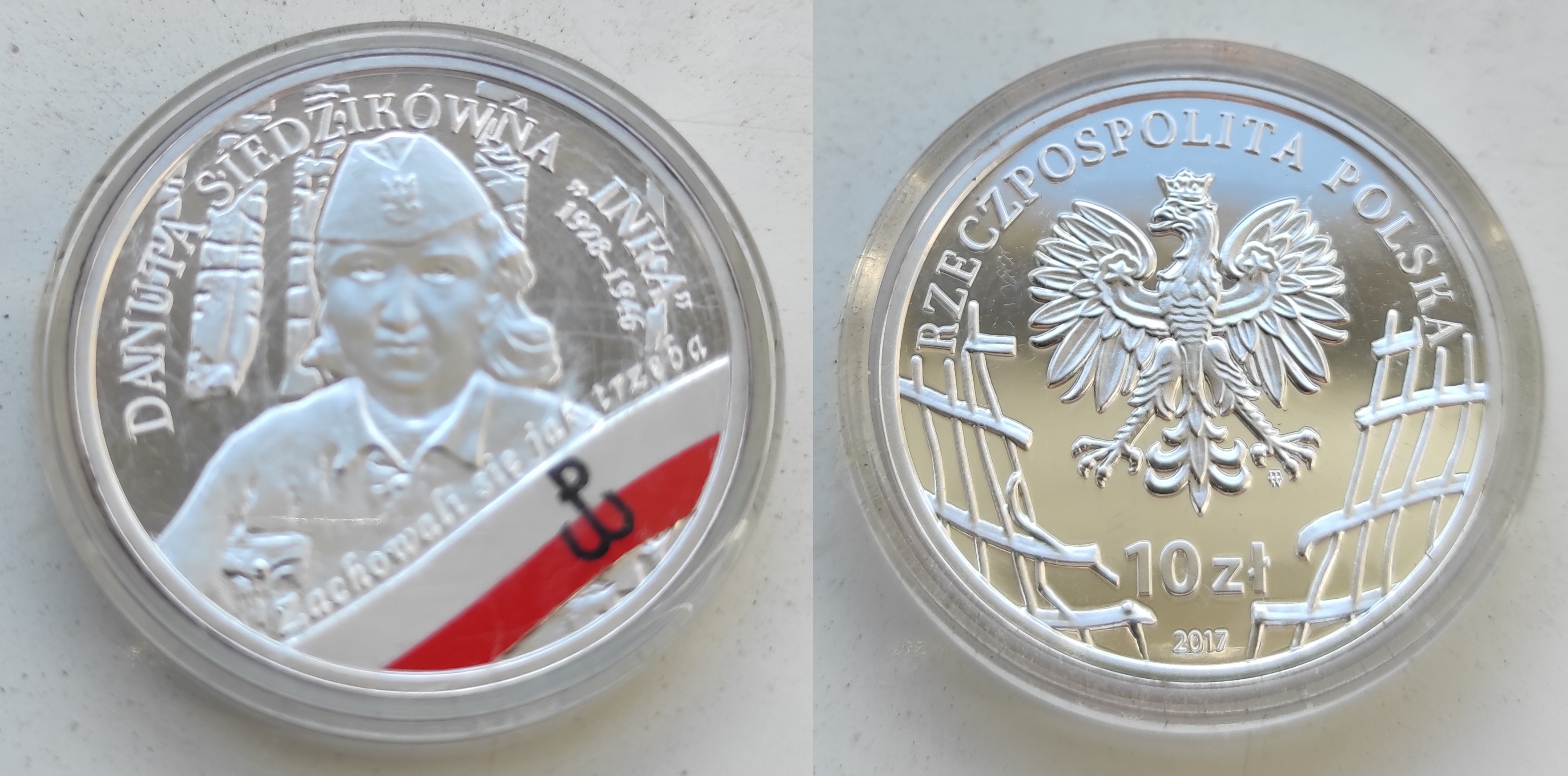
سکه دانوتا سیدزیچوونا

در روز استقلال لهستان (۱۱ نوامبر) ۲۰۰۶، رئیس‌جمهور لخ کاچینسکی به صورت پس از مرگ، صلیب افسران نشان نشان افتخار تولد لهستان را به دانوتا سیدزیچوونا اعطا کرد.
در سال ۲۰۱۷، بانک ملی لهستان (NBP) سکه نقره‌ای ۱۰ زلوتی را به عنوان بخشی از سری «سربازان نفرین‌شده» به افتخار دانوتا سیدزیچوونا معرفی کرد.